# هنري بورنس
هنري بورنس (بالإنجليزية: Henry Burns)‏ هو شخصية أعمال وسياسي أمريكي، ولد في 2 مارس 1947 في الولايات المتحدة. حزبياً، نشط في الحزب الديمقراطي والحزب الجمهوري. وقد انتخب عضو مجلس نواب لويزيانا.